# Paratoceras coatesi
Paratoceras coatesi es una especie extinta de mamíferos parecidos a los ciervos actuales, que vivió durante el Mioceno temprano en lo que actualmente es Panamá. Fue encontrado en los horizontes fosilíferos más altos de la Formación Cucaracha que dieron lugar a la Fauna Centenario. El registro de esta especie de mamíferos territoriales de Panamá proporciona evidencia de taxones sudamericanos en la cuenca panameña a pesar de su proximidad a América del Sur cuando se dio la migración temprana herpetofauna entre las Américas antes de la aparición completa del Istmo de Panamá.

## Descripción
Se diferencia de todas las otras especies de Paratoceras en tener premolares inferiores relativamente más anchos con paracónidos bulbosos.

## Etimología
Nombrado en honor del Dr. Anthony G. Coates, científico emérito en el Instituto Smithsonian de Investigaciones Tropicales, por sus muchas contribuciones hacia una mejor comprensión de la geología del sur de América Central y las consecuencias del surgimiento del Istmo de Panamá.